# Bjurträsk
Bjurträsk is een plaats in de gemeente Norsjö in het landschap Västerbotten en de provincie Västerbottens län in Zweden. De plaats heeft 103 inwoners (2005) en een oppervlakte van 26 hectare. Bjurträsk ligt aan het meertje Bjurträsket.

## Verkeer en vervoer
Bij de plaats loopt de Länsväg 370.